# Helmut Oldenbourg
Helmut Oldenbourg (* 5. November 1892 in Leipzig; † 15. November 1957 in Miesbach) war ein deutscher Offizier und politischer Funktionär. Oldenbourg war unter anderem Stabsleiter beim Chef des SA-Kraftfahrwesens und SA-Brigadeführer.

## Leben und Tätigkeit
Als junger Mann schlug Oldenbourg die Offizierslaufbahn in der bayerischen Armee ein, in der er zuletzt den Rang eines Majors erreichte. Zum 1. Juli 1930 trat er der NSDAP bei (Mitgliedsnummer 267.413) und schloss sich im selben Jahr dem NSKK an. 
Um 1931 wurde Oldenbourg Stabsleiter von Adolf Hühnlein, dem Chef des SA-Kraftfahrwesens. In dieser Eigenschaft war er zuständig für die Organisation des damals mit großem Nachdruck betriebenen Ausbaus der SA-Motoreinheiten.
Nach 1933 war Oldenbourg als NSKK-Gruppenführer mit der Leitung der SA-Motorbrigade Hochland betraut. Spätestens 1942 hatte er im NSKK den Rang eines Obergruppenführers erreicht, während er in der SA am 1. Juli 1933 mit der Beförderung zum Brigadeführer seinen höchsten Rang erreichte.
Anlässlich der Reichstagswahl vom April 1938 kandidierte Oldenbourg erfolglos auf der „Liste des Führers zur Wahl des Großdeutschen Reichstages“ für das „Parlament“ des NS-Staates.
Während des Zweiten Weltkriegs war Oldenbourg Offizier bei der Kraftfahrtruppe IV.